# 格但斯克小磨坊
格但斯克小磨坊（Mały Młyn）是波兰格但斯克的一处历史建筑，原为粮仓，而不是一个谷物磨坊。该建筑位于格但斯克老城（Stare Miasto）的天堂街（ul. Rajska）2号，跨拉杜尼运河两岸，在格但斯克大磨坊对面。西立面为哥特式。1967年2月27日公布为文物古迹。 目前用于办公用途。

## 历史
该建筑位于14世纪中期挖掘的拉杜尼运河上方，靠近格但斯克圣凯瑟琳教堂。这是一座哥特式砖砌建筑，双坡屋顶，建于1400年左右（1391年至1407年）。
粮仓于15世纪重建。该建筑于1945年二战结束时被摧毁。战后重建时，哥特式的东立面被改造。
自1967年以来，重建的建筑内设有波兰渔业协会格但斯克分会。

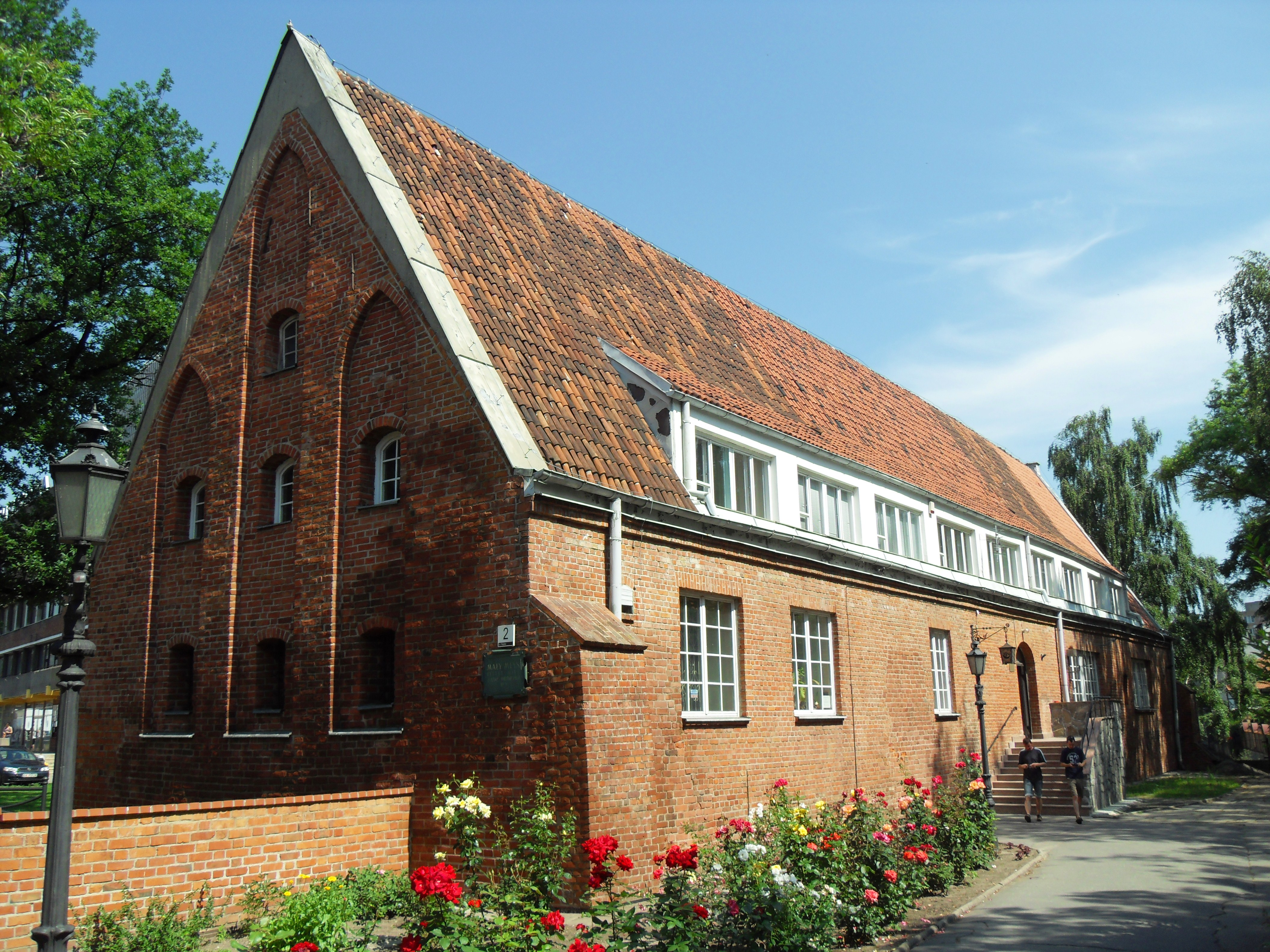
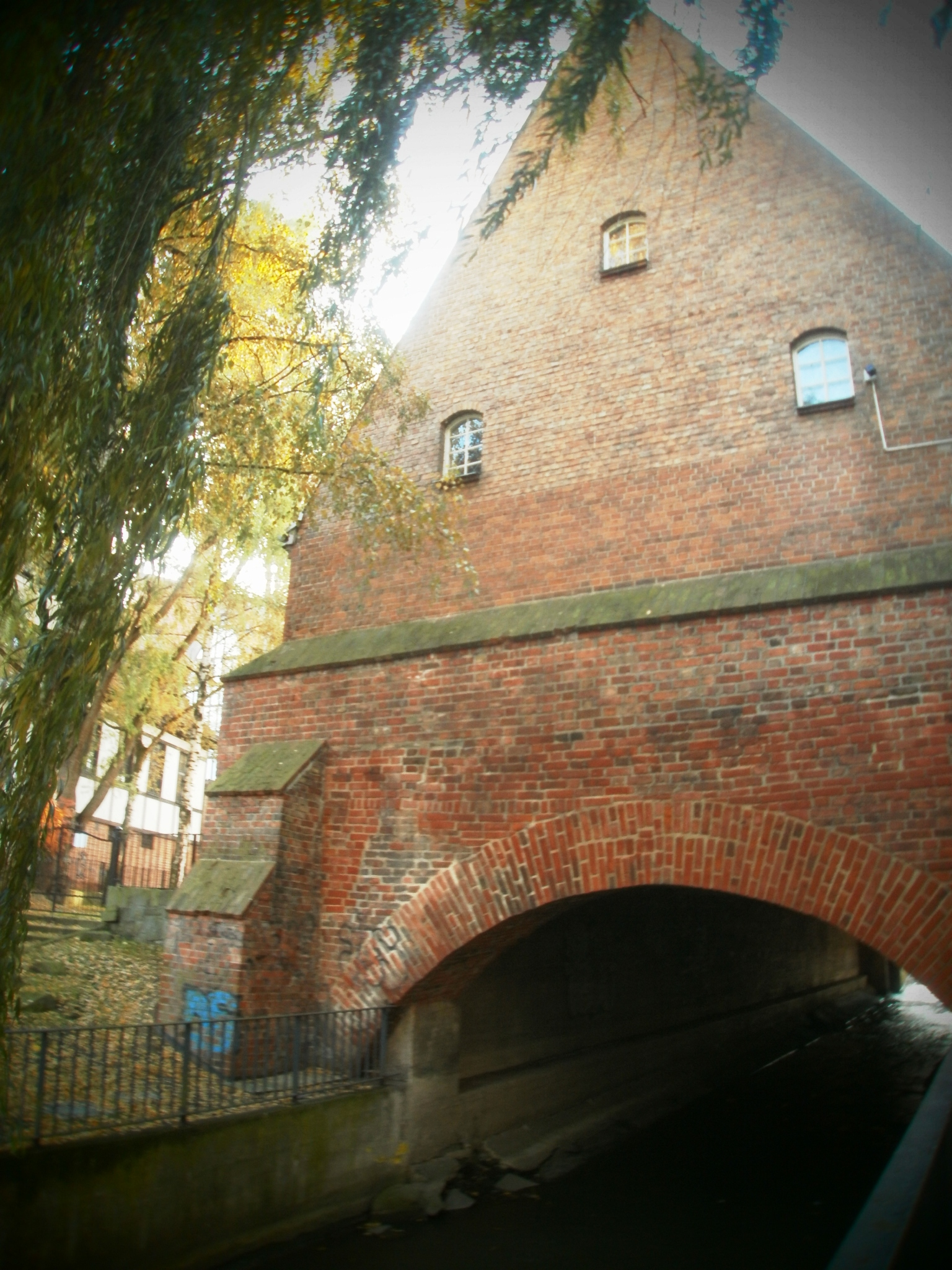